# Strada statale 12 var/A Variante di Mirandola
La strada statale 12 var/A Variante di Mirandola (SS 12 var/A) è una strada statale italiana, variante della strada statale 12 dell'Abetone e del Brennero.

## Percorso
La variante al tracciato storico della SS 12 in territorio di Mirandola prevede un nuovo percorso di km 10,67 suddiviso in due lotti: il primo dal km 209,505 al km 217,000 ed il secondo dal km 217,000 al km 220,175.

### Primo lotto
Il primo lotto è stato parzialmente aperto al traffico veicolare il 26 maggio 2012 con procedura straordinaria di urgenza nel tratto dall'innesto sud con SS 12 (km 209,505) -attiguo alla località Villafranca di Medolla- alla strada comunale "via di Mezzo" a Mirandola per complessivi 2 chilometri circa. La procedura d'urgenza è stata necessaria a causa dei gravissimi terremoti del 2012, in seguito ai quali la storica SS 12 era stata interrotta a causa del campanile pericolante e del crollo della facciata della chiesa di San Giacomo Roncole di Mirandola. Le Autorità locali avevano pertanto richiesto al Governo ed alla Prefettura di Modena di adoperarsi per liberare dal traffico la viabilità ordinaria danneggiata.
Tre giorni dopo, il 29 maggio 2012,. è stato attivato anche il tratto rimanente da via di Mezzo alla rotatoria con la SP 8 "di Mirandola" e la strada comunale "via per Concordia", alla periferia occidentale di Mirandola, per una lunghezza complessiva di km 6,816. I lavori hanno richiesto un investimento complessivo di circa 9,3 milioni di euro: l'opera comprende due ponti e due viadotti nonché due cavalcavia, un sottopasso e opere minori a servizio della viabilità comunale di Mirandola.
Il primo lotto della variante di Mirandola ha subito ritardi di varia natura già dal 2001; tra i più significativi si può ricordare quanto scrisse il Comune di Mirandola nella propria determina del 3 febbraio 2009:
"(...) con nota in data 27-12-2005 (prot. n. 29483), ANAS ha presentato notifica di sito potenzialmente contaminato(...), per il cantiere relativo alla variante in oggetto, in quanto risultava essere stato impiegato, da parte delle ditte appaltatrici precedentemente individuate da ANAS Spa, materiale proveniente da attività di trattamento e recupero rifiuti risultato non conforme a quanto previsto nell'autorizzazione rilasciata ai sensi dell'art.28 dell'ex D.Lgs. 22/97 a (...), fornitore di tale materiale".

### Secondo lotto
Il secondo lotto è in fase di realizzazione. Nel dettaglio, il progetto in esame prevede il prolungamento della variante alla SS 12 ad ovest dell'abitato di Mirandola, fino all'intersezione che il tracciato storico della citata statale forma, a nord del Comune, con la SP 7 ‘delle Valli’. Il tracciato del nuovo collegamento si sviluppa per km 3,175 e comprende tre nuove rotatorie di raccordo alla viabilità locale, nello specifico la prima all'innesto con via per Concordia, la seconda con via Bosco Monastico e la terza con la SP 7 ‘delle Valli’ (localmente denominata via delle Valli).
Il 2 maggio 2023 sono state avviate le attività preliminari di cantierizzazione del primo stralcio del secondo lotto, lungo 1,6 km (dal Km 217,000 al Km 218,600), con un costo di oltre 5,4 milioni di euro.